# Llista de monuments del Baix Llobregat
Llista de monuments del Baix Llobregat inclosos en l'Inventari del Patrimoni Arquitectònic Català per a la itectònic.
La comarca està desglossada per llistes municipals:
- Llista de monuments d'Abrera
- Llista de monuments de Begues
- Llista de monuments de Castelldefels
- Llista de monuments de Castellví de Rosanes
- Llista de monuments de Cervelló
- Llista de monuments de Collbató
- Llista de monuments de Corbera de Llobregat
- Llista de monuments de Cornellà de Llobregat
- Llista de monuments d'Esparreguera
- Llista de monuments d'Esplugues de Llobregat
- Llista de monuments de Gavà
- Llista de monuments de Martorell
- Llista de monuments de Molins de Rei
- Llista de monuments d'Olesa de Montserrat
- Llista de monuments de Pallejà
- Llista de monuments de la Palma de Cervelló
- Llista de monuments del Papiol
- Llista de monuments del Prat de Llobregat
- Llista de monuments de Sant Andreu de la Barca
- Llista de monuments de Sant Boi de Llobregat
- Llista de monuments de Sant Climent de Llobregat
- Llista de monuments de Sant Esteve Sesrovires
- Llista de monuments de Sant Feliu de Llobregat
- Llista de monuments de Sant Joan Despí
- Llista de monuments de Sant Just Desvern
- Llista de monuments de Sant Vicenç dels Horts
- Llista de monuments de Santa Coloma de Cervelló
- Llista de monuments de Torrelles de Llobregat
- Llista de monuments de Vallirana
- Llista de monuments de Viladecans